# 巴特纳省
巴特纳省（阿拉伯語：ولاية باتنة）是阿尔及利亚东北部的一个省，首府巴特纳是该国第四大城市。
巴特纳省分为21个县和61个市。
35°46′32″N 6°03′12″E / 35.77549°N 6.05347°E